# Escudo de las Islas Cook
El Escudo de armas de las Islas Cook fue aprobado en 1978. En el mismo figuran, en un campo de azur, quince estrellas de cinco puntas de plata colocadas formando un círculo.
Sostienen el escudo un pez volador en sus colores naturales y un gaviotín albo de oro. El pez volador porta un bastón tradicional de Rarotonga "momore taringavaru" y el ave una cruz, símbolo de la cristiandad.
Timbra el escudo un tocado ariki (pare kura), un símbolo tradicional de autoridad.
En la parte inferior del escudo de armas aparece escrita en una cinta la denominación del archipiélago en inglés.
Las quince estrellas de cinco puntas, que también figuran en la bandera de las Islas Cook, representan las quince pequeñas Islas Cook.